# Дарба
Дарба (лит. Darba) — река, протекающая по территории Клайпедского уезда на северо-западе Литвы. Самый крупный левый приток Швянтойи. Длина реки — 26,2 км. Площадь бассейна составляет 118,7 км². Расход воды — 1,36 м³/с. Уклон реки — 1,66 м/км. Протекает в северной части Приморской низменности.

## Гидрография
Берёт начало у северной оконечности Западно-Жемайтской равнины, в северной части Дарбенайского староства Кретингского района, на окраине лесного массива Манчю (лит. Mančių miškas), примерно в 1,5 км юго-западнее деревни Плокшчяй (лит. Plokščiai). От истока течёт преимущественно на юг, около местечка Дарбенай сворачивает на запад. На западной окраине местечка Дарбенай Дарбу загораживает плотина, образуя Дарбенайское водохранилище площадью в 9 га, а примерно в 2 км ниже по течению расположено более крупное Лаздининкайское водохранилище площадью в 108 га. На границе Кретингского района с Палангским городским самоуправлением, Дарба, в месте впадения в неё левого притока Жиба, круто поворачивает на север, и течёт в этом направлении до устья. Впадает в Швянтойи слева в 7 км от устья, на западной окраине посёлка Калграужяй, напротив расположенной примерно 200 м южнее Евангелическо-лютеранской церкви в Бутинге.

### Притоки
Основные притоки:
- левые: Дубупис (лит. Dubupis), Лаздупис (лит. Lazdupis), Жиба (лит. Žiba);
- правые: два безымянных ручья, длиной в 4,4 км и 2,8 км.[2][3]

## Населённые пункты
Вдоль берегов реки расположены следующие населённые пункты: Науседай, Ауксудис, Прудгалис, Дарбенай, Лаздининкай, Мажучяй, Саусдравай, Жялвяй, Калграужяй.